# Jaromil Jireš
Jaromil Jireš (10. prosince 1935 Bratislava – 24. října 2001 Praha) byl český filmový scenárista, režisér a pedagog. Patřil k zakladatelům tzv. československé nové vlny. Lze zmínit povídkový film Perličky na dně na motivy Bohumila Hrabala, adaptaci románu Milana Kundery Žert, románu Vítězslava Nezvala Valerie a týden divů nebo  adaptaci románu Vladimíra Párala Mladý muž a bílá velryba. Do jeho tvorby zasáhlo období normalizace. Po roce 1989 působil jako pedagog na katedře režie na pražské Filmové a televizní fakultě Akademie múzických umění. V roce 1993 byl zvolen prezidentem Asociace českých filmových režisérů.

## Život
Jaromil Jireš prožil dětství v Praze s matkou a její sestrou, učitelkou francouzštiny. Maturoval na Střední průmyslové škole v Čimelicích. Zajímal se o výtvarné umění a fotografii. Po maturitě pokračoval na pražské Filmové a televizní fakultě Akademie múzických umění (FAMU). Studoval na katedře kamery. Absolvoval také katedru režie (v ročníku společně s Evaldem Schormem, Věrou Chytilovou a Jiřím Menzlem). V roce 1960 zakončil studium režie absolventským filmem Stopy. V témže roce natočil studentský film Sál ztracených kroků. Na počátku své kariéry natáčel i propagační filmy (například s Emilem Radokem nebo Janem Švankmajerem).
V roce 1963 debutoval celovečerním filmem Křik podle knižní předlohy a scénáře Ludvíka Aškenazyho. Film promítaný na XVII. ročníku filmového festivalu v Cannes (1964) získal Zvláštní uznání za dílo mladého režiséra a lze jej zařadit mezi základní díla československé nové vlny. Své místo v „nové vlně“ potvrdil účastí na povídkovém filmu Perličky na dně z roku 1965 (Jiří Menzel, Jan Němec, Evald Schorm, Věra Chytilová, Jaromil Jireš), který vycházel z povídek Bohumila Hrabala otištěných ve sbírce povídek Perlička na dně a Pábitelé.
V roce 1965 začal vyučovat režii na FAMU. V roce 1968 pokračoval v adaptaci literární tvorby. Podle stejnojmenného románu Milana Kundery natočil film Žert (1968). V roce 1969 byl film oceněn na Mezinárodní filmový festival v San Sebastiánu. Vzhledem k částečně satirickému námětu byl film uveden do kin až po skončení normalizace. A následně musel Jaromil Jireš ukončit i svoji pedagogickou činnost na na katedře FAMU. Podle knihy Vítězslava Nezvala natočil v roce 1970 surrealistický film Valerie a týden divů.
Období normalizace zasáhlo stejně jako další tvůrce i Jaromila Jireše. Podle jeho vlastních slov: „Točil jen to, co mu bylo povoleno, a většinou to za moc nestálo.“ V roce 1982 natočil psychologické drama Neúplné zatmění podle scénáře Daniely Fischerové a další drama podle vlastního námětu ve spolupráci s Martou Kadlečíkovou Prodloužený čas v roce 1984.
Během osmdesátých a devadesátých let 20. století se věnoval tvorbě dokumentárních snímků zaměřených na život a dílo hudebních skladatelů, například Moravské zdroje české hudby (1984), Hudba a bolest (1992). V koprodukci natočil celovečerní film Antonín Dvořák (1990). Motiv nemoci a zdraví zpracoval ve filmu Učitel tance podle scénáře Jiřího Hubače. V posledním desetiletí 20. století se vrátil jako pedagog na katedru režie pražské FAMU. V roce 1993 byl zvolen prezidentem Asociace českých filmových režisérů. V roce 1999 utrpěl při autonehodě těžké poranění hlavy. Zemřel v roce 2001 v pražské motolské nemocnici.

### Tvorba
- 1958 Horečka, krátký dokumentární film (scénář a režie)
- 1959 Strejda, krátký film (scénář a režie)
- 1960 Stopy, krátký film (režie)
- 1960 Sál ztracených kroků, krátký film (scénář a režie)
- 1962 Don Špagát, krátký film (režie)
- 1963 Křik (scénář a režie)
- 1965 Perličky na dně, povídka Romance (scénář a režie)
- 1968 Žert (scénář a režie)
- 1970 Valerie a týden divů (scénář a režie)
- 1972 ...a pozdravuji vlaštovky (scénář a režie)
- 1974 Lidé z metra (scénář a režie)
- 1976 Ostrov stříbrných volavek,  televizní film (scénář a režie)
- 1977 Talíře nad Velkým Malíkovem (scénář a režie)
- 1978 Mladý muž a bílá velryba (scénář a režie)
- 1979 Causa Králík (režie)
- 1980 Útěky domů (scénář a režie)
- 1981 Opera ve vinici (scénář a režie)
- 1982 Neúplné zatmění (scénář a režie)
- 1983 Katapult (scénář a režie)
- 1984 Prodloužený čas (scénář a režie)
- 1986 Lev s bílou hřívou (scénář a režie)
- 1991 Labyrint (režie)
- 1993 Helimadoe (režie)
- 1994 Učitel tance (režie)
- 1999 Dvojrole (scénář a režie)[1][7]

### Ocenění - výběr
- 1959 1. cena v kategorii dokumentárních filmů, 1. festival školních filmů Filmové fakulty Akademie múzických umění v Praze
- 1965 Křik – hlavní cena za celovečerní film, Umělecká soutěž k 20. výročí osvobození Československa, Praha
- 1969 Žert – 1. cena, Trilobit za režii, Ceny Trilobit 1968, Praha[8]
- 1969 Žert – Cena Mezinárodního výboru pro šíření umění a písemnictví filmem s medailí, San Sebastián, Španělsko
- 1969 Žert – Stříbrná Siréna za režii, Sorrento, Itálie
- 1972 ...a pozdravuji vlaštovky – cena za režii, Avellino, Itálie
- 1972 ...a pozdravuji vlaštovky – zvláštní uznání mezinárodní poroty za scénář, Locarno, Švýcarsko
- 1977 Ostrov stříbrných volavek – cena Československého filmu Stříbrná píšťalka za režii, Zlín, Československo
- 1977 Ostrov stříbrných volavek – čestné uznání, Bratislava, Československo
- 1979 Mladý muž a bílá velryba, Cena československé filmové kritiky za rok 1978, udělena 30. června 1979 v Ústí nad Labem, Československo
- 1994 Helimadoe, Český lev za nejlepší režii roku 1993, Praha, Česká republika

## Cena Jaromila Jireše
Cena Jaromila Jireše byla udělována  Asociací režisérů a scenáristů od roku 2006. Od roku 2013 bylo ocenění přejmenovalo na Cenu ARAS – cena asociace režisérů a scenáristů.